# 長崎三福寺
長崎三福寺（ながさきさんぷくじ）は、江戸時代初期に、長崎に創建された3ヶ寺の唐寺の総称。唐三か寺（とうさんかじ）とも称される。
- 興福寺
- 福済寺
- 崇福寺

さらに聖福寺を加えて長崎四福寺とも言われる。

## 歴史
江戸幕府が成立したころ、長崎に在留していた華僑たちは、有力者であった欧陽華宇や張吉泉にならい、長崎奉行の小笠原一庵が1598年（慶長3年）に創建した悟真寺の墓地に葬られていた。その後、長崎代官の末次平蔵の尽力により、唐人墓地が整備された。
しかし、寺請制度が成立すると、在留華僑たちは、浄土宗の悟真寺を菩提寺にすることができなくなり、華僑独自の檀那寺を自前に創建する必要に迫られた。が、寺の施設は商人たちの財力によって間に合わせることができたとしても、住持に相応しい中国僧が居なければ寺院を開山できず、住持たる僧の長崎招致が最優先課題となった。
こうして、まず、南京などの江蘇省および浙江省出身の華僑たちの菩提寺として、1624年（寛永元年）に興福寺が創建された。開山は真円。真円は商人として来日していたが、出家して住持となった。次いで、1628年(寛永5年)に、覚海を開山として福済寺が創建され、福建省でも泉州と漳州出身の華僑が集まった。最後に、やはり福建省の福州の華僑が中心となって創建されたのが、崇福寺であり、1629年（寛永6年）に超然を開山として迎えた。その創建に携わった人々の出身地域にちなんでそれぞれ「南京寺」「泉州寺（漳州寺）」「福州寺」とも称された。
3ヶ寺とも、創建当時は、特定の宗派に属する寺院ではなかった。興福寺の黙子如定、逸然性融や、福済寺の蘊謙戒琬、崇福寺の道者超元といった僧が名を成した。しかしながら、1654年（承応3年）に隠元隆琦が多くの弟子たちを連れて渡来すると、状況が一変し、当時の臨済宗黄檗派、後世の黄檗宗の寺院へと移行することとなった。以後、山城の萬福寺を本山とする黄檗派にとって、この3ヶ寺は、中国との大事な中継点になった。また、創建関係者の出身地域の別名が付けられたように、一種の同郷会館としての役割も果たしており、母国で厚く信仰されていた媽祖などの併祀なども行われた。